# Nautichthys
Nautichthys är ett släkte av fiskar. Nautichthys ingår i familjen Hemitripteridae.
Kladogram enligt Catalogue of Life:
| Nautichthys | \| \| Nautichthys oculofasciatus \| \| \| \| \| \| Nautichthys pribilovius \| \| \| \| \| \| Nautichthys robustus \| \| \| \| |
|             | \| \| Nautichthys oculofasciatus \| \| \| \| \| \| Nautichthys pribilovius \| \| \| \| \| \| Nautichthys robustus \| \| \| \| |
|             | Blepsias |
|             | |
|             | Hemitripterus |
|             | |
|             | Nautichthys oculofasciatus |
|             | |
|             | Nautichthys pribilovius |
|             | |
|             | Nautichthys robustus |
|             | |

|  | Nautichthys oculofasciatus |
|  |                            |
|  | Nautichthys pribilovius    |
|  |                            |
|  | Nautichthys robustus       |
|  |                            |